# Klimhek
Het Klimhek is een speeltoestel ontworpen door architect Aldo van Eyck. Het is een bijna tweedimensionale versie van het klimrek.
Aldo van Eyck was enige tijd werkzaam bij de Dienst der Publieke Werken in Amsterdam. Samen met Jacoba Mulder was hij verantwoordelijk voor de inrichting van honderden speelplaatsen in met name Amsterdam Nieuw-West, een wijk die destijds uit de grond werd gestampt. Voor die speelplaatsen ontwierp Van Eyck een aantal klimtoestellen (toren, trechter, koepel, tunnel etc.). Daarbij was het duikelrek de eenvoudigste van opzet. Een aluminium buis komt uit de grond, loopt even evenwijdig aan die grond, om er vervolgens weer in te verdwijnen. Een variant daarvan is het klimrek. In plaats van te duikelen konden de kinderen er op klimmen, er overheen gaan om vervolgens weer te dalen. Het klimhek, zeker in de smalle variant, kreeg dan ook wel de bijnaam ladder. Oude foto’s laten zien dat de klimrekken in ieder geval voorkwamen op het Ambonplein (ca. 1950), de Boeroestraat (1954) en de Manenburgstraat (1950).
Daar waar de duikelrekken veelvuldig werden geplaatst lijkt het erop dat de klimhekken minder zijn toegepast; voor zover bekend zijn er in 2025 geen exemplaren meer te vinden in de stad. 
De klimtoestellen werden geplaatst op speelplaatsen die centraal kwamen te liggen tussen de portiekwoningen waarbij ouders vanuit de woning of vanaf het balkon hun kroost in de gaten konden houden. De klimtoestellen zijn geheel opengewerkt. Er zouden meer dan 700 speelplaatsen zijn geweest naar model van Van Eyck en Mulder; een groot deel daarvan is later verdwenen of opnieuw ingericht, waarbij Van Eycks creaties verdwenen.